# Anna Gasser
Anna Gasser (Villach, 16 augustus 1991) is een Oostenrijkse snowboardster. Ze vertegenwoordigde haar vaderland op de Olympische Winterspelen 2014 in Sotsji en op de Olympische Winterspelen 2018 in Pyeongchang.

## Carrière
Bij haar wereldbekerdebuut, in januari 2013 in Copper Mountain, scoorde Gasser direct wereldbekerpunten. Op de FIS wereldkampioenschappen snowboarden 2013 in Stoneham-et-Tewkesbury eindigde de Oostenrijkse als achttiende op het onderdeel slopestyle. In maart 2013 behaalde ze in Špindlerův Mlýn haar eerste toptienklassering in een wereldbekerwedstrijd. In januari 2014 stond Gasser in Stoneham-et-Tewkesbury voor de eerste maal in haar carrière op het podium van een wereldbekerwedstrijd. Tijdens de Olympische Winterspelen van 2014 in Sotsji eindigde de Oostenrijkse als tiende op het onderdeel slopestyle.
In Kreischberg nam ze deel aan de FIS wereldkampioenschappen snowboarden 2015. Op dit toernooi veroverde ze de zilveren medaille op het onderdeel slopestyle. Op 12 november 2016 boekte Gasser in Milaan haar eerste wereldbekerzege. Aan het eind van het seizoen 2016/2017 won de Oostenrijkse de wereldbeker big air en de wereldbeker freestyle overall. Op de FIS wereldkampioenschappen snowboarden 2017 in de Spaanse Sierra Nevada werd ze wereldkampioene op het onderdeel big air. Tijdens de Olympische Winterspelen van 2018 vierde ze haar grootste succes met een gouden medaille op het onderdeel big air, op het onderdeel slopestyle eindigde ze op de vijftiende plaats.

## Resultaten

### Olympische Winterspelen
| Jaar | Plaats      | Resultaten               |
| ---- | ----------- | ------------------------ |
| 2014 | Sotsji      | 10e Slopestyle           |
| 2018 | Pyeongchang | Big air · 15e Slopestyle |

### Wereldkampioenschappen
| Jaar | Plaats                 | Resultaten     |
| ---- | ---------------------- | -------------- |
| 2013 | Stoneham-et-Tewkesbury | 18e Slopestyle |
| 2015 | Kreischberg            | Slopestyle     |
| 2017 | Sierra Nevada          | Big air        |

### Wereldbeker
Eindklasseringen
| Seizoen   | Algm | SBS   | BA   |
| --------- | ---- | ----- | ---- |
| 2012/2013 | 48e  | 17e   | -    |
| 2013/2014 | 13e  | 5e    | -    |
| 2016/2017 | Goud | Brons | Goud |
| 2017/2018 | 9e   | -     | Goud |

Wereldbekerzeges
| Datum            | Plaats          | Onderdeel |
| ---------------- | --------------- | --------- |
| 12 november 2016 | Milaan          | Big air   |
| 26 november 2016 | Alpensia        | Big air   |
| 3 december 2016  | Mönchengladbach | Big air   |
| 11 februari 2017 | Quebec          | Big air   |
| 11 november 2017 | Milaan          | Big air   |
| 25 november 2017 | Beijing         | Big air   |
| 24 november 2018 | Beijing         | Big air   |
| 1 januari 2025   | Kreischberg     | Big air   |